# Grote Prijs Raf Jonckheere 1998
De 48e editie van de Belgische wielerwedstrijd Grote Prijs Raf Jonckheere werd verreden op 27 juli 1998. De start en finish vonden plaats in Westrozebeke. De winnaar was Marc Streel, gevolgd door Gert Vanderaerden en Ludo Dierckxsens.

## Uitslag
| Grote Prijs Raf Jonckheere 1998 |                   |                |      |
| Plaats                          | Naam              | Ploeg          | Tijd |
| Winnaar                         | Marc Streel       | Casino-Ag2r    |      |
| 2                               | Gert Vanderaerden | Palmans-Ideal  |      |
| 3                               | Ludo Dierckxsens  | Lotto-Mobistar |      |

1951 · 1952 · 1953 · 1954 · 1955 · 1956 · 1957 · 1958 · 1959 · 1960 · 1961 · 1962 · 1963 · 1964 · 1965 · 1966 · 1967 · 1968 · 1969 · 1970 · 1971 · 1972 · 1973 · 1974 · 1975 · 1976 · 1977 · 1978 · 1979 · 1980 · 1981 · 1982 · 1983 · 1984 · 1985 · 1986 · 1987 · 1988 · 1989 · 1990 · 1991 · 1992 · 1993 · 1994 · 1995 · 1996 · 1997 · 1998 · 1999 · 2000 · 2001 · 2002 · 2003 · 2004 · 2005 · 2006 · 2007 · 2008 · 2009 · 2010 · 2011 · 2012 · 2013 · 2014 · 2015 · 2016 · 2017 · 2018 · 2019 · 2020 · 2021 · 2022